# Kiøbenhavns Aftenpost
 For alternative betydninger, se Aftenposten (flertydig). (Se også artikler, som begynder med Aftenposten)
Kiøbenhavns Aftenpost var en dansk avis der udkom i perioden 17. januar 1772 – 31. december 1812.

## Avisens historie
Avisen blev stiftet af Hans Holck, som også havde grundlagt den populære Adresseavis. Han fortæller selv at navnet er taget fra den engelske avis London Evening Post. Aftenposten bragte fortrinsvis lokale nyheder fra hovedstaden, samt sladder og skønlitteratur. Den udkom, som navnet antyder, om aftenen 2 gange om ugen. Efter Holcks enke døde, som var udgiver efter mandens død, blev den udgivet af bogtrykkeren Johan Rudolph Thiele i 1793.
Avisen blev oprettet for at bringe nyheden og jubelen i forbindelse med kuppet mod Johann Friedrich Struensee, den blev derfor hurtig udbredt blandt middel- og underklassen og avisens redaktionelle linje blev bevidst rettet mod disse befolkningsklasser. Denne linje ændredes dog i avisens sidste år.

Det var også i denne avis at Danmarks første egentlige reklametekster så dagens lys, dvs digte eller små dialoger der indeholder anprisninger af forskellige produkter, f.eks. i verset: 
| Citat                                  | For Tandve hielper ey smaat Salt og Krusemynter, Men Draaber, som kan faaes hos Apoteker Gynther. | Citat |
| Chr. Kirchhoff-Larsen, 1947, s. 141ff. |                                                                                                   |       |

Arkivaren og historikeren Erich Werlauff skrev, at især de første årgange af Aftenposten fortjente "en ikke ringe Opmærksomhed, den indeholdt nemlig under Rubrikkerne "Gadepost", "Huspost", "Dyrehavspost" og flere lignende Skildringer af huuslige Scener, af Folkeforlystelser og deslige, tildeels skrevne i en meget lunefuld Stiil, og som give et meget klart Indblik i Folkelivet paav den Tid, især i den simplere Borgerstand eller endnu lavere Deel af Befolkningen". Werlauff fortsatte samme sted med at oplyse at på daværende tidspunkt (1866) var de fleste ældre årgange næsten forsvundne, og kunne kun opdrives på de offentlige biblioteker såsom det Kongelige Bibliotek.

## Chefredaktører
- Emanuel Balling (1733-1795) 1772-1795
- Emanuel Balling (1769-1838) (ovenståendes søn) 1795-1796
- Thomas Rudolph Thiele (Joh. R. Thieles søn) 1796-1802
- Johan Werfel 1803-1809
- Jens Kragh Høst 1809-1812